# Startenhuizen
Startenhuizen, dialekt groningski Staartenhoezen – wieś w Holandii, w prowincji Groningen. Miejscowość leży na terenie 2 gmin: Eemsmond i Loppersum. 